# آکانتوسیت

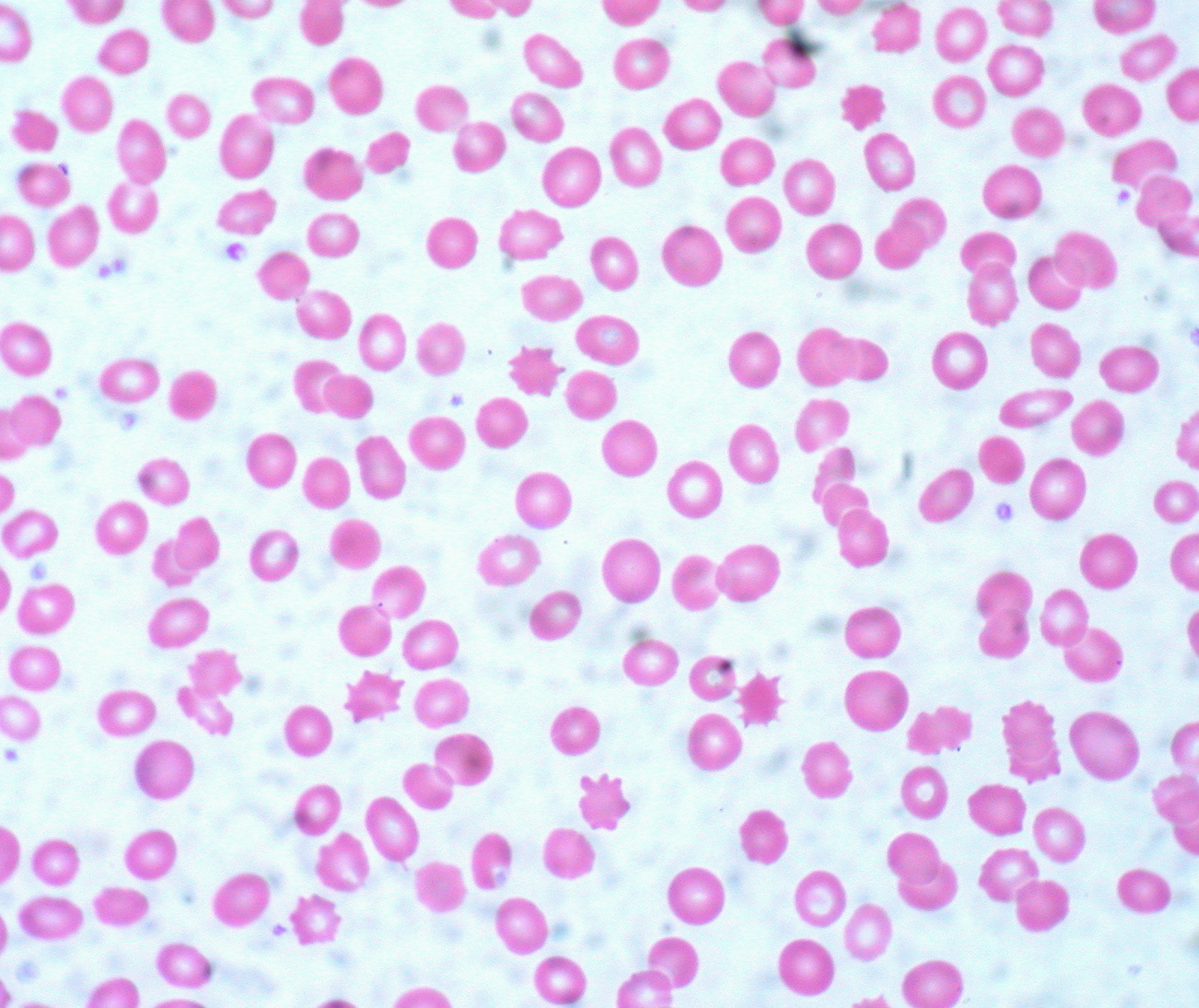
آکانتوسیت‌ها، از خون محیطی، تحت میکروسکوپ نوری. به سلولهای غیر دایره‌ای شکل غیر منظم در تصویر توجه کنید.

آکانتوسیت (از کلمهٔ یونانی ἄκανθα acantha، به معنی خار)، در زیست‌شناسی و پزشکی، این اصطلاح به گلبول‌های قرمز غیرطبیعی اشاره می‌کند که غشای سلولی با بیرون‌زدگی شاخ مانند دارند. اصطلاح مشابهی که می‌توان بکار برد، سلولهای خار است. اغلب آنها ممکن است با اکینوسیت‌ها یا شیستوسیت‌ها اشتباه گرفته شوند.
آکانتوسیت‌ها درشت هستند و با فاصلهٔ غیرعادی از هم قرار می‌گیرند. کنگره‌هایی با اندازه‌های متفاوت و شبیه به ستاره دارند. اکانتوسیت‌ها در لام خون بیماری‌های زیادی دیده می‌شوند، از جمله آبتالیپوپروتئینمی، بیماری‌های کبدی، آکانتوسیتوز کوریا، سندرم مک‌لئود، و چندین بیماری عصبی وراثتی، مانند نورواکانتوسیتوز، بی‌اشتهایی عصبی، پیکنوسیتوز نوزادی، کم‌کاری تیروئید، هپاتیت ایدیوپاتیک نوزادی، اعتیاد به الکل، اسپلنومگالی احتقانی، سندرم زیو و بیماری گرانولوماتوز مزمن.

## استفاده
سلول‌های خار که گاه به صورت مترادف برای آکانتوسیتوز استفاده می‌شود، ممکن است در برخی از منابع به یک زیر مجموعهٔ خاصی از آکانتوسیت شدید گفته شود. در این موارد آکانتوسیت‌ها در طحال تغییر شکل داده و غشای سلولی بیشتری را از دست داده و شاخک‌هایشان مدورتر می‌شود و تبدیل به اسفرواکانتوسیت می‌شوند. این حالت در بیماری‌های شدید کبدی دیده می‌شود.
آکانتوسیتوز می‌تواند به‌طور کلی به وجود این نوع گلبول‌های قرمز دندانه‌دار شده اشاره داشته باشد که به‌طور مثال ممکن است در سیروز شدید یا پانکراتیت دیده شود، اما می‌تواند به‌طور خاص به آبتالیپوپروتئینمی گفته شود که یک بیماری با گلبول‌های قرمز آکانتوسیتیک، مشکلات عصبی و استئاتوره است. این علت خاص آکانتوسیتوز (همچنین به عنوان آبتالیپوپروتئینمی، کمبود آپولیپوپروتئین B و سندرم باسِن-کورنزویگ نیز شناخته می‌شود) یک بیماری اتوزومی مغلوب نادر است که به دلیل عدم توانایی هضم کامل چربی‌های رژیم غذایی در روده در نتیجه جهش‌های مختلف ژن پروتئین انتقال‌دهندهٔ تری گلیسیرید میکروزومی (MTTP) روی می‌دهد.

## پاتوفیزیولوژی

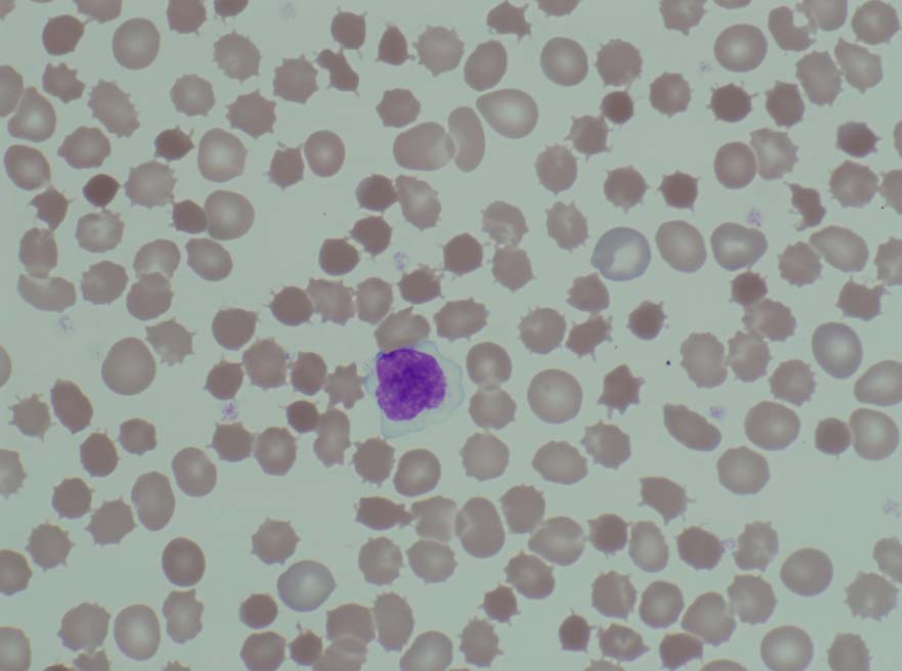
آکانتوسیتوز در بیمار مبتلا به آبتالیپوپروتئینمی

آکانتوسیت‌ها در اثر تغییر در لیپیدهای غشایی یا پروتئین‌های ساختاری به‌وجود می‌آیند. تغییرات در لیپیدهای غشایی در آبتالیپوپروتئینمی و اختلال عملکرد کبد دیده می‌شود. تغییر در پروتئین‌های ساختار غشایی در نورواکانتوسیتوز و سندرم مک لئود دیده می‌شود.
در اختلال عملکرد کبد، لیپوپروتئین کمبود آپولیپوپروتئین A-II در پلاسما تجمع یافته و باعث افزایش کلسترول در گلبول‌های قرمز می‌شود. این امر باعث ناهنجاریهای غشای گلبول‌های قرمز می‌شود که باعث تغییر شکل آنها در طحال و تشکیل آکانتوسیت می‌شود.
در آبتالیپوپروتئینمی، کمبود لیپیدها و ویتامین E باعث مورفولوژی غیرطبیعی گلبول‌های قرمز می‌گردد.

## تشخیص افتراقی

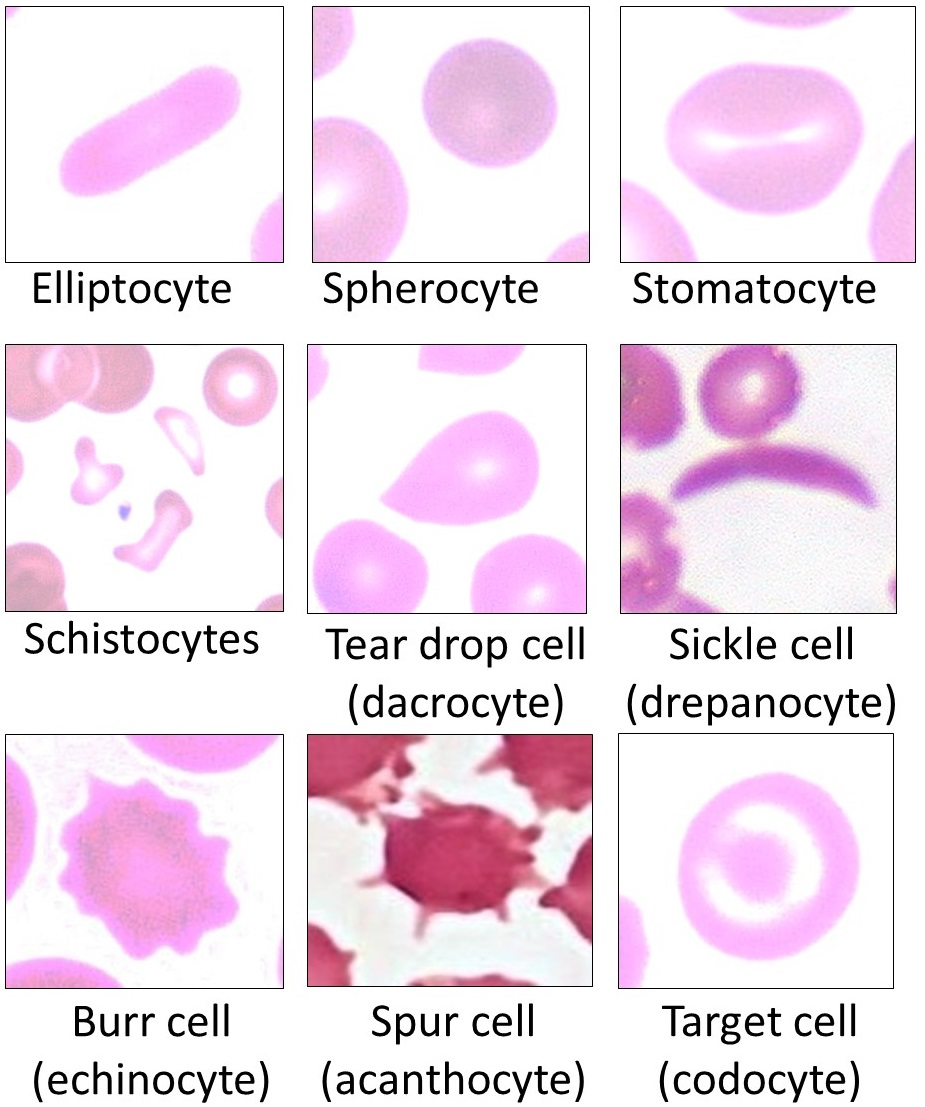
پویکیلوسیت ها - انواع گلبول های قرمز، شامل الیپتوسیت، اسفروسیت، استوماتوسیت، شیستوسیت، سلول قطره اشک (داکروسیت)، سلول داسی شکل، سلول سوراخ (اکینوسیت)، سلول خار (آکانتوسیت) و سلول هدف (کدوسیت).

آکانتوسیتوز در موارد زیر دیده می‌شود: کم خونی حاد یا مزمن، هپاتیت A , B و C، سندرم هپاتورنال، کم‌کاری هیپوفیز، سندرم سوء جذب و سوء تغذیه، اکانتوسیتوز ثانویه به سوء تغذیه، مانند بی‌اشتهایی عصبی و فیبروز سیستیک، و بعد از بهبودی کمبود مواد غذایی. سلولهای شبه آکانتوسیت ممکن است در کم‌کاری تیروئید، بعد از جراحی برداشتن طحال و در میلودیسپلازی دیده شوند.
آکانتوسیت‌ها را باید از اکینوسیت‌ها، که به آنها «سلولهای زبر» نیز گفته می‌شود، متمایز کرد، گرچه از نوع کنگره‌دار هستند ولی با آنها متفاوتند. تفاوت آنها به این دلیل است که دارای برجستگی‌های متعدد سوزنی شکل کوچک با فواصل منظم بر روی غشای سلول هستند. سلولهای زبر معمولاً نشانگر اورمی هستند، اما در بسیاری از شرایط دیگر نیز دیده می‌شود، از جمله همولیز خفیف در هیپومنیزمی و هیپوفسفاتمی، کم خونی همولیتیک در دوندگان مسافت طولانی و کمبود پیروات کیناز. سلولهای زبر همچنین می‌توانند به دلیل افزایش pH، ذخیرهٔ خون، کاهش ATP، تجمع کلسیم و تماس با شیشه در شرایط این ویترو (in vitro) به‌وجود آیند. آکانتوسیت‌ها نیز باید از کراتوسیت‌ها افتراق داده شوند. این سلول‌ها که سلول‌های شاخ‌دار نیز نامیده می‌شوند، دارای چند برجستگی بسیار بزرگ هستند.